# Robert Fowler Walker
Robert Fowler Walker, britanski general, * 21. november 1890, † 6. marec 1976.